# Newala (Distrikt)
Newala (auch Newala Vijijini genannt) ist ein Distrikt in der tansanischen Region Mtwara. Der Verwaltungssitz war ursprünglich in der Stadt Newala, im Jahr 2019 übersiedelte die Verwaltung nach Kitangiri. Der Distrikt grenzt im Norden an die Region Lindi, im Osten an den Distrikt Tandahimba, im Süden an den Distrikt Newala (TC) und im Westen an die Distrikte Masasi und Masasi (TC).

## Geographie
Newala hat eine Fläche von 1600 Quadratkilometer und 136.939 Einwohner (Volkszählung 2022). Das Land liegt in einer Höhe von 900 Meter über dem Meer auf dem Makonde-Plateau, das nach Norden, Westen und Süden steil abfällt. Die südliche Grenze ist der Fluss Rovumo. Das Klima ist tropisch, Aw nach der effektiven Klimaklassifikation. Das Land hat zwei Jahreszeiten. Die Regenzeit dauert von November bis Mai und eine kühlere trockene Zeit von Juni bis Oktober. Im Jahr fallen durchschnittlich 1000 Millimeter Regen bei einer Durchschnittstemperatur von 23 Grad Celsius.

## Geschichte
Newala ist ein Distrikt, der schon im Jahr 1954 in der britischen Kolonialzeit eingerichtet wurde. Mit der Unabhängigkeit wurde der Distrikt übernommen, im Jahr 1972 im Zuge der Dezentralisierung jedoch aufgelassen und dem Bereich Madaraka Mikoani zugeordnet. Nach zehn Jahren wurde der Distrikt wieder hergestellt. Seine endgültige Form erhielt der Distrikt 2015, als der Distrikt Newala (TC) abgetrennt wurde.
Die Ratsvorsitzenden seit 1985 waren:
- 1985–1987: Cathibert Layi
- 1988–1990: Mwanga Luheya
- 1990–1993: Salumu B. Namgugu
- 1993–1996: Karlo D. Namwala
- 1996–2000: Kupela G. Mnayahe
- 2000–2005: Bakari S. Madiva
- 2005–2010: Menas M. Likuku
- 2010–        : Ndembo R. Chitwanga

## Verwaltungsgliederung
Der Distrikt besteht aus 22 Bezirken (Kata):
- Chitekete
- Mnyambe
- Chilangalanga
- Mkoma II
- Kitangari
- Malatu
- Mchemo
- Mtopwa
- Chiwonga
- Maputi
- Makukwe
- Mkwedu
- Nakahako
- Chihangu
- Nambali
- Nandwahi
- Mtunguru
- Mdimba Mpelempele
- Mikumbi
- Mnyeu
- Muungano
- Mpwapwa

| Im Distrikt leben vor allem Makonde. Die Einwohnerzahl stieg von 183.344 im Jahr 2002 auf 205.492 im Jahr 2012. Das entspricht einem jährlichen Wachstum von 1,1 Prozent. Bis zur Volkszählung 2022 stieg die Bevölkerungszahl auf 136.939. Von den über Fünfjährigen sprachen 62 Prozent Swahili, 6 Prozent Englisch und Swahili, 32 Prozent waren Analphabeten. | Hier fehlt eine Grafik, die leider im Moment aus technischen Gründen nicht angezeigt werden kann. Wir arbeiten daran! |

## Einrichtungen und Dienstleistungen
- Bildung: Im Distrikt gibt es 74 Grundschulen, wobei auf einen Lehrer 61 Schüler kommen. Die Grundschulen sind alle staatlich. Von den 16 weiterführenden Schulen sind 15 staatlich und eine ist privat. Von den in den öffentlichen Schulen benötigten 296 Lehrern fehlen 115 (Stand 2017).[14]
- Gesundheit: Für die medizinische Versorgung der Bevölkerung gibt es im Distrikt drei Gesundheitszentren und 22 Apotheken (Stand 2019).[15]
- Wasser: Im Jahr 2012 hatten nur 37 Prozent der Bevölkerung Zugang zu sicherem und sauberem Wasser, mehr als die Hälfte benutzte Regenwasser.[16]

## Wirtschaft und Infrastruktur
| Die wichtigste wirtschaftliche Tätigkeit im Distrikt ist die Landwirtschaft. Sie beschäftigt mehr als 87 Prozent der Bevölkerung und trägt 47 Prozent zum Bruttoinlandsprodukt bei. - Landwirtschaft: Die wichtigsten Feldfrüchte zur Selbstversorgung sind Mais, Maniok, Hirse, Reis, Süßkartoffeln und Erbsen. Cashewnüsse werden zum Verkauf angebaut, sie tragen über drei Viertel zum Einkommen der Bauern bei. Etwa die Hälfte der Haushalte hat auch Nutztiere, auf dem Land über neunzig Prozent, in urbanen Gebieten rund zehn Prozent. Hauptsächlich gehalten werden Geflügel und Ziegen (Stand 2012). - Handel und Gewerbe: Der Handel beschäftigt sich hauptsächlich mit der lokalen Vermarktung der landwirtschaftlichen Erzeugnisse in kleinen Geschäften. Zusätzlich werden Holzkohle, Holz und Schnitzereien verkauft. Auch das Gewerbe basiert großteils auf der Landwirtschaft, es werden Cashewnüsse oder Maniok verarbeitet. Daneben gibt es kleine Zimmereien und Schneidereien (Stand 2017). - Verkehr: Der Distrikt ist verkehrsmäßig schlecht erschlossen. Die einzige gute Straßenverbindung ist eine Regionalstraße von Masasi nach Mtwara, die durch Newala führt und teilweise asphaltiert ist. | Hier fehlt eine Grafik, die leider im Moment aus technischen Gründen nicht angezeigt werden kann. Wir arbeiten daran! |

## Sonstiges
Von 2001 bis 2018 nahm die bewaldete Fläche im Distrikt um 28 Prozent ab. War im Jahr 2000 noch mehr als ein Drittel der Fläche bewaldet, so gab es im Jahr 2016 keinen gesunden Wald im Distrikt.